# Medalha Liebig
A Medalha Liebig (em alemão:  Liebig-Denkmünze) é um prêmio anual concedido originalmente pela Verein Deutscher Chemiker, sucedida pela Gesellschaft Deutscher Chemiker, iniciando em 1903. É denominada em memória de Justus von Liebig. 

## Laureados[1]
- 1903 Adolf von Baeyer, Munique
- 1904 Rudolf Knietsch, Ludwigshafen
- 1905 Eduard Buchner, Würzburg
- 1907 Adolph Frank, Berlim
- 1908 Otto Schönherr, Dresden
- 1909 Otto Schott, Jena
- 1911 Paul Ehrlich, Frankfurt am Main
- 1912 Carl Dietrich Harries, Berlim
- 1913 Emil Ehrensberger, Traunstein
- 1914 Fritz Haber, Berlim
- 1919 Carl Bosch, Ludwigshafen
- 1921 Max Planck, Berlim
- 1922 Wilhelm Normann, Chemnitz
- 1924 Max Schroeder, Berlim
- 1925 Gustav Tammann, Göttingen
- 1926 Robert-Emanuel Schmidt, Wuppertal-Elberfeld
- 1927 Fritz Raschig, Ludwigshafen
- 1928 Friedrich Bergius, Heidelberg
- 1929 Hans Fischer, Munique
- 1930 Otto Ruff, Breslau
- 1931 Friedrich Emich, Graz; Ida Noddack e Walter Noddack, Berlim
- 1933 Adolf Spilker, Duisburg
- 1934 Ferdinand Flury, Würzburg
- 1935 Walther A. Roth, Braunschweig e Karl Ziegler, Heidelberg
- 1936 Gustav F. Hüttig, Praga
- 1937 Ernst Späth, Viena
- 1938 Eduard Zintl, Darmstadt
- 1940 Otto Hönigschmid, Munique
- 1950 Erich Konrad, Leverkusen
- 1951 Wilhelm Klemm, Münster
- 1953 Wilhelm Moschel, Leverkusen
- 1955 Feodor Lynen, Munique
- 1956 Heinrich Hock, Clausthal
- 1957 Friedrich Adolf Paneth, Mainz
- 1958 Gerhard Schramm, Tübingen
- 1960 Georg-Maria Schwab, Munique
- 1961 Rolf Huisgen, Munique
- 1964 Günter Scheibe, Munique
- 1965 Wilhelm Husmann, Aachen
- 1967 Erich Thilo, Berlim
- 1969 Oskar Glemser, Göttingen
- 1972 Hans Kuhn, Göttingen
- 1973 Leopold Horner, Mainz
- 1976 Horst Pommer, Ludwigshafen
- 1980 Ernst Ruch, Berlim
- 1981 Armin Weiss, Munique
- 1983 Dieter Oesterhelt, Munique
- 1984 Ulrich Schöllkopf, Göttingen
- 1986 Rolf Appel, Bonn
- 1987 Gerhard Ertl, Berlim
- 1989 Meinhart Zenk, Munique
- 1991 Kurt Issleib, Halle/Saale
- 1993 Reinhard W. Hoffmann, Marburg
- 1994 Wolfgang Beck, Munique
- 1996 Werner Kutzelnigg, Bochum
- 1998 Helmut Schwarz, Berlim
- 2000 Reinhart Ahlrichs, Karlsruhe
- 2002 Hans Wolfgang Spiess, Mainz
- 2004 Arndt Simon, Stuttgart
- 2006 Herbert Mayr, Munique
- 2008 Wolfgang Krätschmer, Heidelberg
- 2010 Joachim Sauer, Berlim
- 2012 Walter Thiel, Mülheim a.d. Ruhr
- 2014 Hans-Ulrich Reißig, Berlim
- 2016 Markus Antonietti, Potsdam